# Lodewijk (strip)
Lodewijk is een Nederlandse stripreeks van striptekenaar Peter de Smet. Het betreft een gagstrip van één strook per aflevering over de werkeloze Lodewijk. 

## Publicatie
De strip verscheen van 1986 tot 1991 wekelijks in het weekblad Panorama. In 1990 heeft uitgeverij De Boemerang de stroken uitgegeven in twee losse albums en in 1992 in de bundel Lodewijk compleet. 
| Nummer | Titel             | Uitgavejaar | Uitgeverij   |
| ------ | ----------------- | ----------- | ------------ |
| 1      | Wat is zonde...   | 1990        | De Boemerang |
| 2      | Deo volente       | 1990        | De Boemerang |
|        | Lodewijk compleet | 1992        | De Boemerang |